# Casa Francesc Bru Rius
Casa Francesc Bru Rius és una obra de Tarragona protegida com a Bé Cultural d'Interès Local.

## Descripció
Edifici construït probablement al 1859. Format per planta baixa i quatre pisos. La porta principal conserva l'arc de mig punt, mentre que les laterals a banda i banda estan reformades. S'intenta establir un cert ordre jeràrquic a la façana. Les llosanes i els muntants són de pedra. S'ha perdut l'ampit format, probablement, per balustres de ceràmica. Cada planta disposa de tres balcons on les decoracions dels quals són de ferro forjat en els dos primers pisos, mentre que a la resta dels balcons, la decoració no hi és present.
L'arrebossat de color rosa és actual li dona un caràcter que no és propi de l'època.